# Štefanovičová
Štefanovičová (bis 1948 slowakisch „Taraň“; ungarisch Tarány) ist eine slowakische Gemeinde im Okres Nitra und im Nitriansky kraj mit 350 Einwohnern (Stand 31. Dezember 2024).

## Geographie
Die Gemeinde befindet sich im südöstlichen Teil des Hügellands Nitrianska pahorkatina auf einem linksseitigen Zufluss des Cabajský potok im Einzugsgebiet der Waag. Das Ortszentrum liegt auf einer Höhe von 148 m n.m. und ist 17 Kilometer von Nitra entfernt.
Nachbargemeinden sind Mojmírovce im Norden, Branč im Nordosten, Veľký Kýr im Osten und Südosten, Rastislavice im Süden und Poľný Kesov im Südwesten und Westen.

## Geschichte
Der Ort wurde zum ersten Mal 1269 als Taran schriftlich erwähnt und entwickelte sich im Laufe der Jahrhunderte als zwei getrennte Orte, Dolný Taráň und Horný Taráň.
Dolný Taráň lag im Herrschaftsgebiet der Neutraer Burg und später war es Besitz der Familien Divéky und Bessenyei, bevor die Siedlung im 15. Jahrhundert verödete. Im 18. Jahrhundert entstand sie wieder als Siedlung der Familie Grassalkovich im Gemeindegebiet von Veľký Kýr. 1828 zählte man zwei Häuser und 17 Einwohner.
Horný Taráň lag ebenfalls im Herrschaftsgebiet der Neutraer Burg und später war es Besitz von Familien wie Forgách, Ürményi und Hunyady. 1828 zählte man sieben Häuser und 62 Einwohner und der Ort war damals Teil der Gemeinde Mojmírovce (damals ungarisch Ürmény genannt).
Bis 1918 gehörten die im Komitat Neutra liegenden Orte zum Königreich Ungarn und kamen danach zur Tschechoslowakei beziehungsweise heute Slowakei. Nach einer Landreform in den Jahren 1924–25 ließen sich hier Slowaken aus dem damaligen SHS-Staat sowie Mährer nieder. 1935 schlossen sich beide Orte zur Gemeinde Taraň zusammen, die 1948 den Namen Štefanovičová erhielt. Von 1986 bis 1997 war die Gemeinde Teil der Nachbargemeinde Mojmírovce.

## Einwohner
| Jahr                | 1994 | 2004 | 2014     | 2024    |
| ------------------- | ---- | ---- | -------- | ------- |
| Anzahl der Personen | 0    | 264  | 327      | 350     |
| Unterschied         |      | –    | +23,86 % | +7,03 % |

| Jahr                | 2023 | 2024    |
| ------------------- | ---- | ------- |
| Anzahl der Personen | 339  | 350     |
| Unterschied         |      | +3,24 % |

Gemäß der Volkszählung 2011 wohnten in Štefanovičová 292 Einwohner, davon 260 Slowaken und vier Magyaren. 28 Einwohner machten keine Angaben zur Ethnie.
170 Einwohner bekannten sich zur römisch-katholischen Kirche, 26 Einwohner zur evangelischen Kirche A. B., drei Einwohner zur tschechoslowakischen hussitischen Kirche, ein Einwohner zu den christlichen Gemeinden und sieben Einwohner zu einer anderen Konfession. 40 Einwohner waren konfessionslos und bei 45 Einwohnern wurde die Konfession nicht ermittelt.